# Lafitte
Lafitte é uma comuna francesa na região administrativa de Occitânia, no departamento de Tarn-et-Garonne. Estende-se por uma área de 4,74 km². Em 2010 a comuna tinha 227 habitantes (densidade: 47,9 hab./km²).